# 수염상어

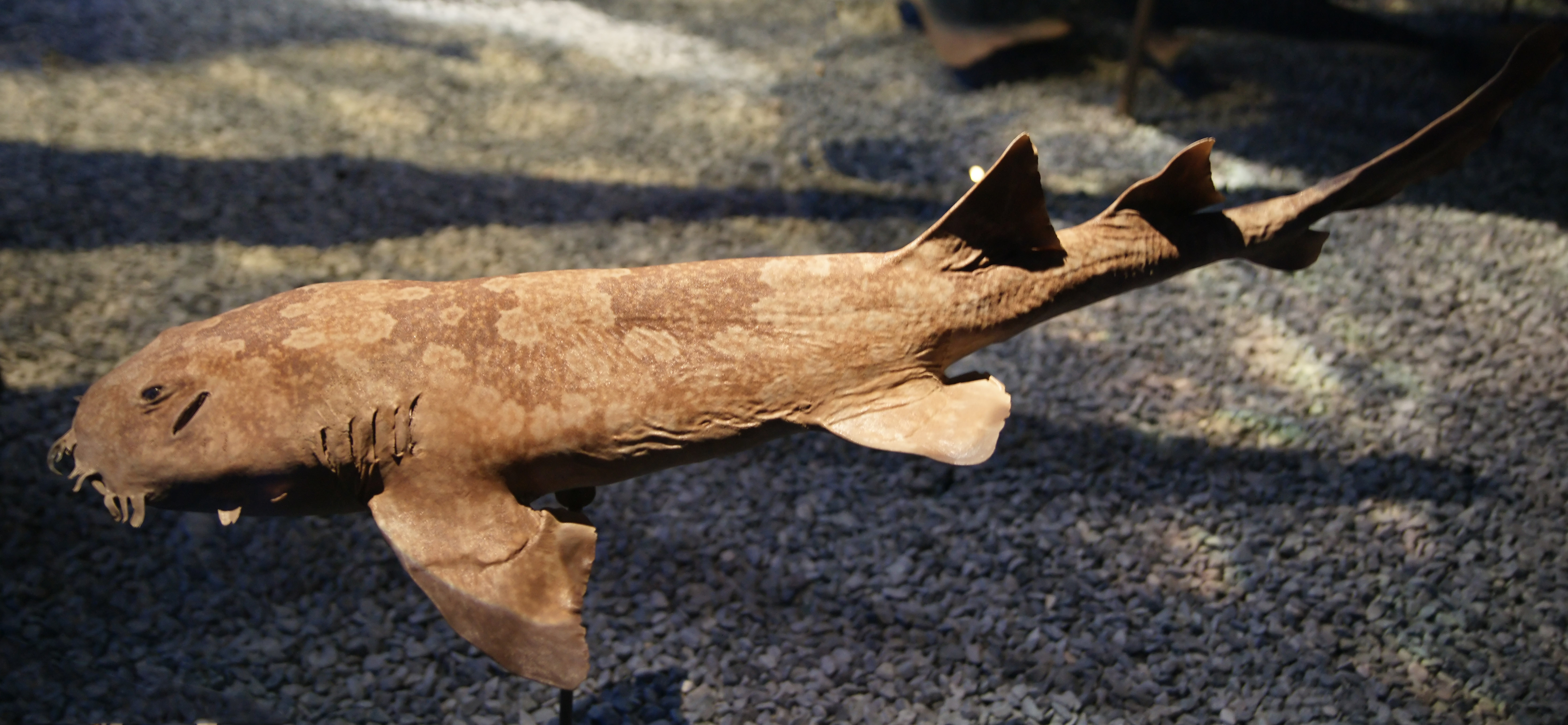

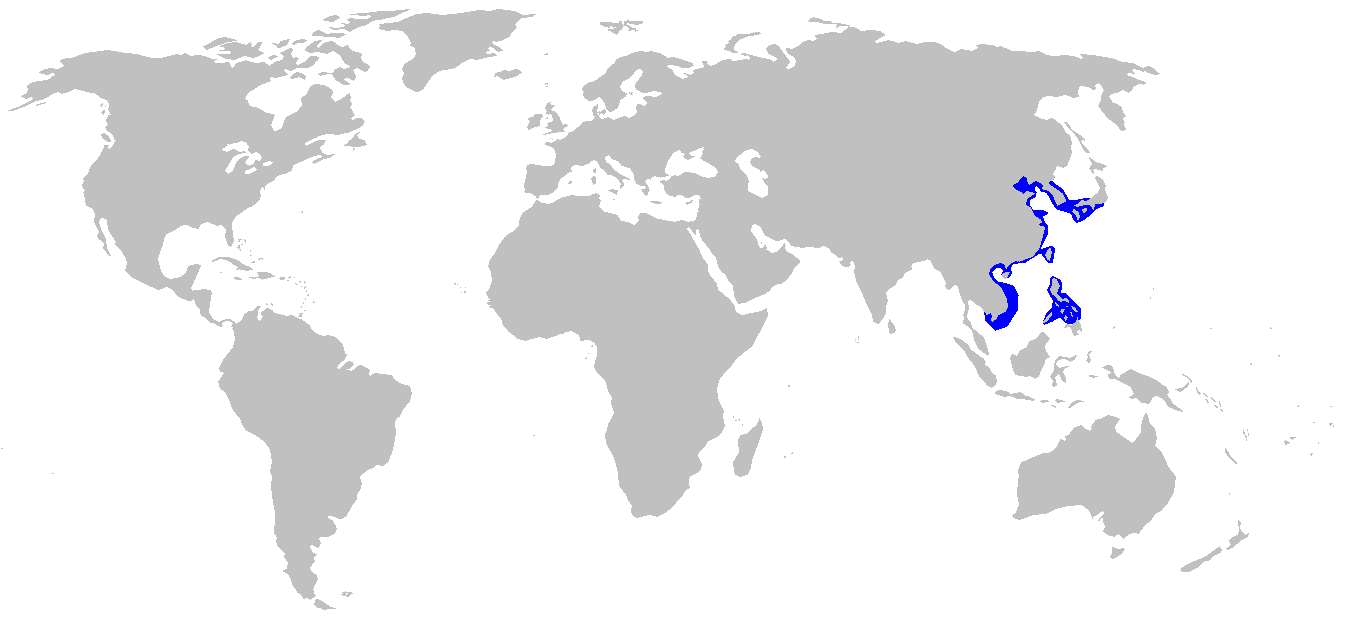
분포 지역

수염상어(Orectolobus japonicus, Japanese wobbegong)는 수염상어과 수염상어목에 속하는 상어로서, 일본, 한국에서부터 베트남과 필리핀에 이르는 열대 서태평양(위도 43, 6°N 사이)에서 볼 수 있다. 길이는 1미터까지 다다른다. 수염상어는 일반적으로 낮에는 움직임이 없는 채로 있으며 활발한 사냥꾼은 아니다. 이들은 위장술과 등쪽의 자기수용기 구멍을 사용하여 주변의 먹이감을 식별한다.

## 참고 자료
- Froese, Rainer; Pauly, Daniel, 편집. (2006년 may월). “Orectolobus japonicus”. 《Fishbase》.
- Theiss, S. M., Collin, S. P. & Hart, N. S. Morphology and distribution of the ampullary electroreceptors in wobbegong sharks: implications for feeding behaviour. Mar Biol 158, 723–735 (2011).